# 鲁达 (米科拉伊夫卡镇级市镇)
50°56′59″N 34°5′30″E / 50.94972°N 34.09167°E
魯達（烏克蘭語：Руда）是位於烏克蘭東北部的村莊，由蘇梅州蘇梅區的米科萊夫卡鎮級市鎮負責管轄。該村距離博布里克和皮夏内1.5公里，海拔高度181米，2001年人口91。